# Севастополь (лінкор)
«Севасто́поль» — лінкор. Головний корабель серії з чотирьох російських імперських дредноутів (відомі також як тип «Гангут»), побудованих на початку XX сторіччя. З 18 березня 1921 року по 31 травня 1943 року — «Паризька комуна» (рос. Парижская коммуна).

## Історія проєкту
У квітні 1907 року імператор Микола II схвалив один із чотирьох варіантів «малої суднобудівної програми», метою якої було заповнення відновлення в ході Російсько-японської війни корабельного складу російського імперського флоту. В рамках програми, між іншим, намічалося будівництво чотирьох лінійних кораблів так званого «дредноутного» типу. І хоча до 1909 року Державна дума відмовляла в закладці нових лінкорів, робота над проєктом тривала.
До середини травня 1907 року Морський технічний комітет визначився з основними тактико-технічними елементами і представив їх на затвердження морського міністра, після чого протягом півроку тривали уточнення, доповнення та узгодження різних параметрів. В остаточному варіанті технічних умов на проєктування корабля, затверджених у грудні 1907 року його водотоннажність його передбачалася на рівні 19—20 тисяч тон, швидкість ходу не менше 21 вузли, артилерійське озброєння повинно було складатися не менше ніж з дванадцяти 305-мм і шістнадцяти 120-мм гармат, товщина броньового поясу по ватерлінії повинна бути від 127 мм до 203 мм.
Влітку 1907 року морський міністр Російської імперії адмірал Діков ухвалив рішення про проведення міжнародного конкурсу проєктів і наприкінці 1907 року Головне управління кораблебудування і постачань розіслало провідним російським заводам і іноземним фірмам запрошення взяти участь у конкурсі на найкращий ескізний проєкт лінійного корабля. Будівництво чотирьох лінійних кораблів планувалося здійснити силами російської промисловості, але при максимально можливому технічному сприянні фірми-переможниці. Всього до участі в конкурсі запросили шість вітчизняних заводів і двадцять одне іноземне підприємство. До 28 лютого 1908 року в Морське міністерство надійшов 51 проєкт від 18 конкурсантів. Найкращим був визнаний проєкт, представлений німецькою фірмою «Блом унд Фосс». За ним послідовно йшли проєкти Балтійського заводу та італійської фірми «Ансальдо». З політичних міркувань переможцем був визнаний Балтійський завод.
9 квітня 1909 року технічним бюро Балтійського заводу був підготовлений технічний проєкт. Миколи II дав особисту вказівку розпочати будівництво чотирьох кораблів: двох («Гангут» і «Полтава») на Адміралтейському заводі і двох («Севастополь» і «Петропавловськ») на Балтійському заводі.

## Будівництво корабля
Урочистості з приводу закладки усіх чотирьох кораблів відбулися в один день, 3 червня 1909 року. З метою прискорення розробки конструкторської документації, інженери і креслярі Адміралтейського заводу стали працювати спільно з співробітниками технічного бюро Балтійського заводу, випускаючи разом з ними робочі креслення на всі чотири кораблі. До січня 1910 року закінчилася розробка основних корпусних креслень.
Спуск «Севастополя» на воду відбувся 16 червня 1911 року, проте переданий флоту корабель був лише в листопаді 1914 року: після спуску роботи безпосередньо на всіх кораблях серії практично припинилися. Причина полягала в ненадходженні на суднобудівні заводи призначеного для монтажу на лінкорах обладнання, механізмів, озброєння. Фактично добудовні роботи почалися лише через півроку після спуску. Протягом 1912 року переважно велися корпусні роботи: встановлювалися головні бортові броньові пояси; обладнувалися по терміново переробленим кресленнями, у зв'язку з прийняттям на озброєння в 1911 році 305-мм снарядів нових зразків, артилерійські погреби; формувалися фундаменти під баштові установки.
Основний обсяг добудованих робіт припав на 1913 рік. За цей період були закінчені всі корпусні роботи. На кораблі завантажили обладнання енергетичних установок. В першій половині 1914 року були остаточно змонтовані 305-мм баштові установки і розпочалася підготовка кораблів до ходових випробувань.
У середині 1914 року, через початок Першої світової війни, було вирішено скоротити обсяг приймально-здавальних[що?] випробувань. У міру готовності до ходових випробувань лінійні кораблі переводилися в Кронштадт.

## Історія служби

### «Севастополь». 1915— 1921 роки
Після приймальних випробувань лінкор перейшов в Гельсінгфорс, де базувався у складі першої бригади лінійних кораблів Балтійського флоту. Разом з «Гангутом» 14 серпня 1915 року брав участь в постановці мінних загороджень в Ірбенській протоці, під час якої сів на ґрунт і отримав ушкодження корпусу. 17 жовтня 1915 року при завантаженні боєприпасів відбулося запалення 305-мм полузаряду, внаслідок якого постраждало п'ятеро членів екіпажу. Брав участь у «Льодовому поході»: 12 березня 1918 року одним з перших вийшов з Гельсінгфорсу і перейшов в Кронштадт.
В березні 1921 року екіпаж корабля брав участь у антибільшовицькому повстанні, відомому як «Кронштадтський заколот». Протягом двох тижнів «Севастополь» і однотипний «Петропавловськ» вели артилерійську дуель з фортом «Червона гірка», обстрілювали міста Оранієнбаум і Сестрорецьк, а також розташовані на північному березі Фінської затоки залізничні станції. Однак вогонь корабельної артилерії не перешкодив штурму острова військами 7-ї армії. Повсталі капітулювали в ніч з 17-го на 18 березня. Всього за час повстання лінкором було здійснено 1250 залпів, у тому числі 375 — 305-мм снарядами головного калібру і 875 — 120-мм снарядами.
Після кронштадтських подій ім'я «Севастополь» стало для більшовицького керівництва символом кривавого бунту донедавна найбільш надійної опори більшовизму — балтійських матросів. 18 березня 1921 року на честь 50-річчя Паризької комуни корабель був перейменований на «Паризьку комуну», а екіпаж корабля був майже повністю замінений.

### «Паризька комуна». 1921— 1956 роки
У 1925 році лінкор «Паризька комуна» брав участь у поході ескадри кораблів до Кільскої бухти. В 1928–1929 роках корабель був частково модернізований і 22 листопада 1929 року в складі загону бойових кораблів вийшов в похід в Середземне море. На початку грудня в районі Біскайської затоки лінкор отримав серйозні пошкодження носової частини корпусу. Після заходу кораблів 18 січня 1930 року в Севастополь було вирішено ушкоджені «Паризьку комуну» і крейсер «Профінтерн» залишити в складі Морських сил Чорного моря. «Паризька комуна» стала флагманом Чорноморського флоту, на якому не залишилося жодного лінкора..
В Севастополі в 1933–1938 роках лінкор пройшов ремонт і модернізацію на Севастопольському морському заводі. Модернізація корабля включала перевід енергетичної установки тільки на нафтове пальне, зміну конфігурації носової частини корабля, посилення бронезахисту башт головного калібру і середньої палуби, встановлення шести 76-мм гармат ППО, нових систем зв'язку і управління стрільбою. Тонкі телескопічні щогли були замінені розвиненими надбудовами, на яких розмістилися численні командно-далекомірні пости, прожектори, легка артилерія, антени радіозв'язку н навігації. Гребні баркази були переобладнані в моторні.
Після початку війни, 1 листопада 1941 року «Паризька комуна» разом з загоном бойових кораблів була перебазована в Поті. В бойових діях участь брав з 8 листопада 1941-го: 8 листопада і 8 грудня здійснював артилерійську підтримку Севастопольського оборонного району. 5 січня 1942-го, разом з есмінцем «Бойкій» — підтримку військ 44-ї армії в ході Керченсько-Феодосійської десантної операції. В другій половині березня 1942 року, зайшовши в Керченську протоку в охороні лідера «Ташкент», есмінців «Желєзняков» і «Бойкій» 21 і 22 березня здійснив два нічних вогневих нальоти по угрупованням військ на Керченському півострові. В подальшому в бойових діях участі не брав. Усього за час війни лінкор здійснив 15 бойових походів, пройшовши 7700 миль, провів 10 артилерійських стрільб по позиціях противника під Севастополем і на Керченському півострові, відбив 21 атаку авіації при чому збив 3 літаки противника.
31 травня 1943 року лінкору було повернуте найменування «Севастополь», а 8 липня корабель був нагороджений орденом Червоного Прапора.
24 липня 1954 року «Севастополь» був перекласифікований в навчальний лінійний корабель, а 17 лютого 1956 року — виключений зі списків ВМФ, 7 липня того ж року розформований і в 1956–1957 роках розібраний на метал базі «Главвторчермета» в Інкермані.